# Années 1820 av. J.-C.
Les années 1820 av. J.-C. couvrent les années de 1829 av. J.-C. à 1820 av. J.-C.

## Évènements
- 1830-1813 av. J.-C.[1] : règne de Apil-Sîn, roi de Babylone[2].
- 1827-1817 av. J.-C.[1] : règne de Sîn-mâgir, roi d’Isin[2].
- 1822-1763 av. J.-C. : règne de Rîm-Sîn, roi Amorrite de Larsa[2]. Larsa domine le pays sumérien après sa victoire sur Isin (1802 à 1793 av. J.-C.).